# Hradčany (Praag)

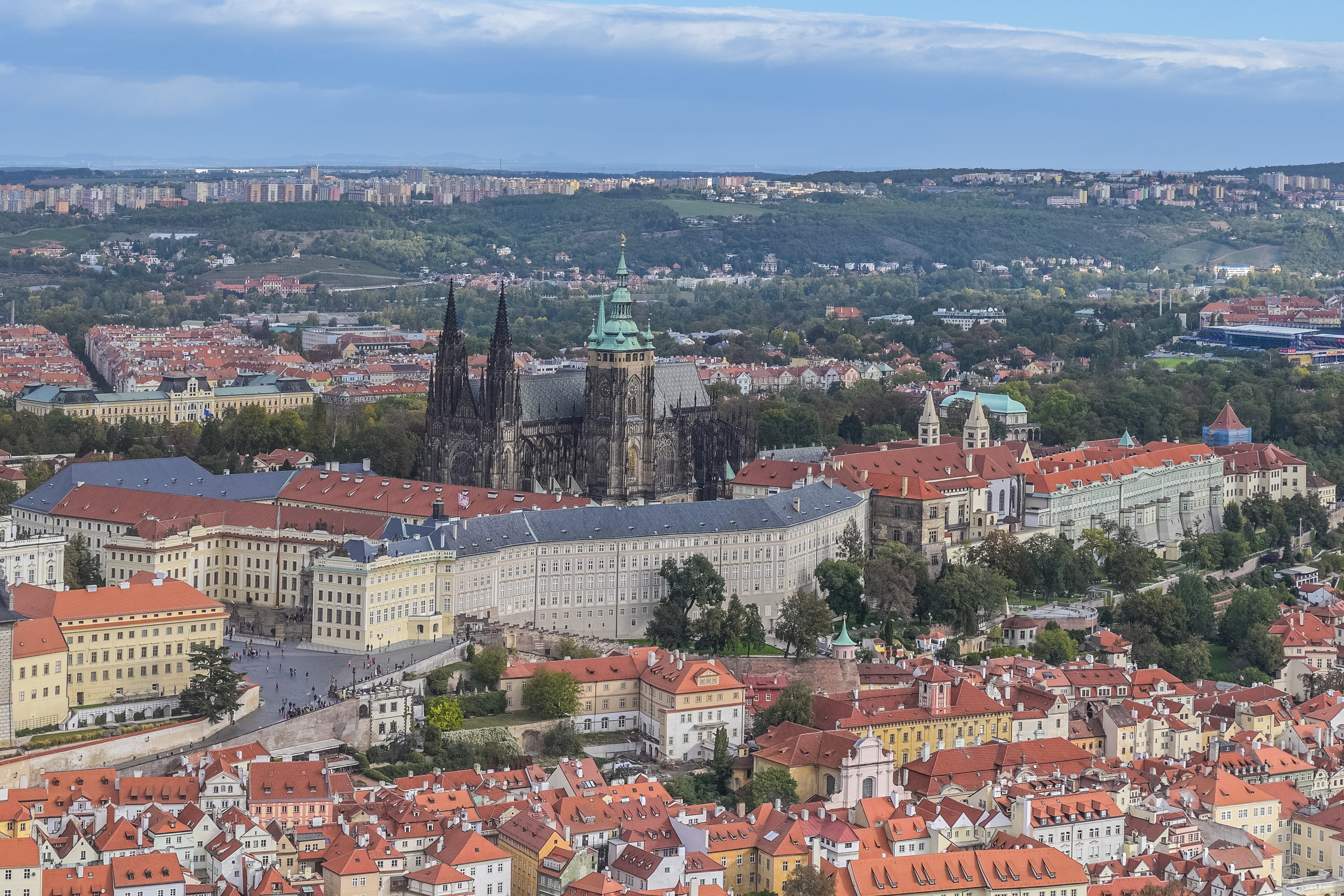
Hradčany met burcht en Sint-Vituskathedraal

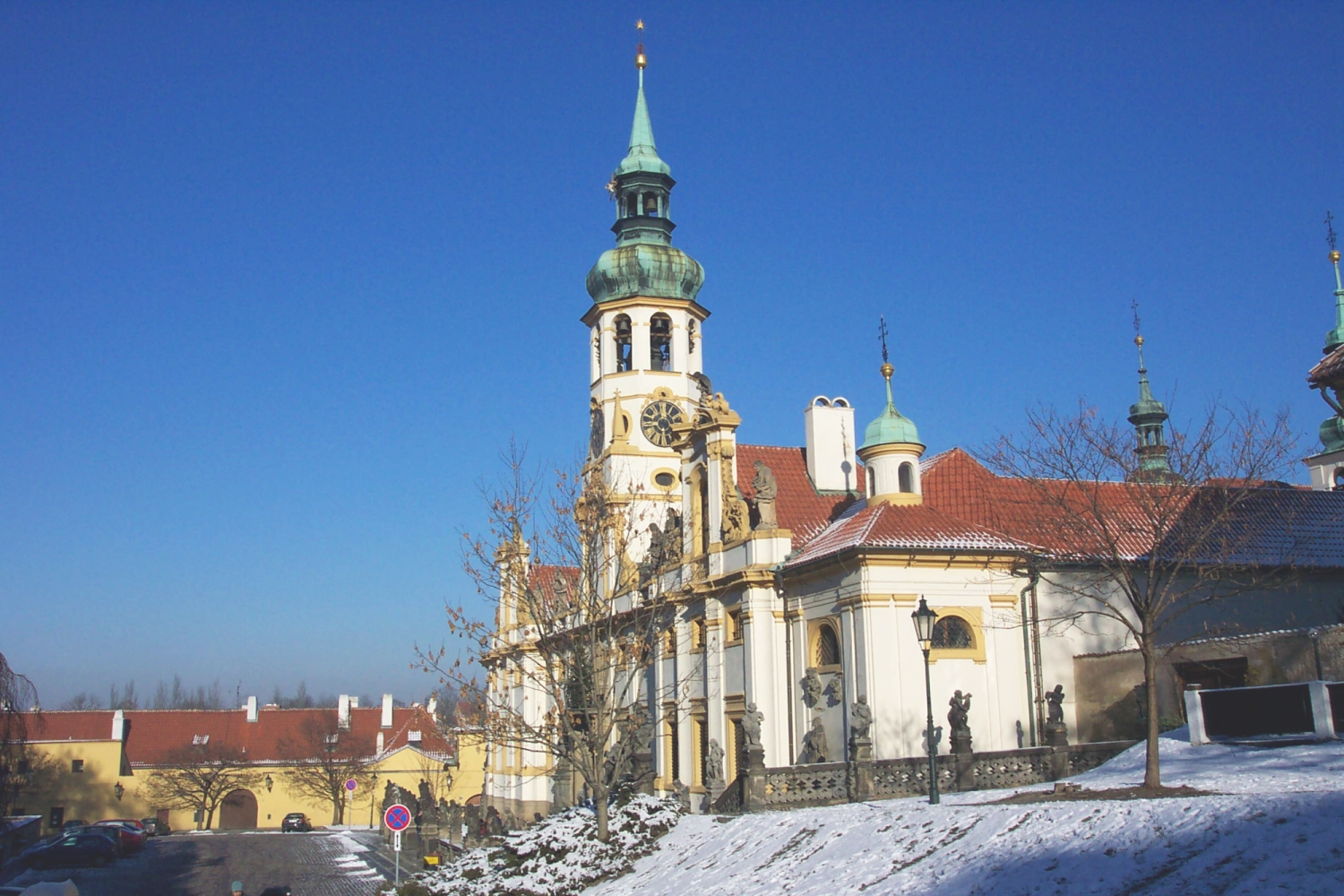
Loreto-complex

De Hradčany (Duits: Hradschin) is de burchtwijk van Praag. In tegenstelling tot een wijdverbreid misverstand omvat dit niet alleen de burcht (Hrad) zelf, maar de gehele heuvel, dus ook het gedeelte ten westen van de burcht. De Hradčany ligt hoog boven Praag en is van veraf te zien. Het grootste deel van de wijk behoort tot het district Praag 1, een klein deel hoort bij Praag 6.
De originele Praagse burcht stamt uit 880 en is gesticht door Borovoj, de oudst bekende vorst van de Przemysliden.
De Praagse burcht vormt een van de grootste gesloten paleizencomplexen ter wereld. Alleen de voorzijde is al een halve kilometer lang. De burcht is de grootste burcht ter wereld, met een oppervlakte van 7,5 ha.
De hoofdingang van de burcht ligt aan het Hradčanské náměstí (Duits Hradschinplatz, burchtwijkplein). Om in de burcht te komen moet je eerst de twee wachters passeren. Hun uniform was tot 1990 saai te noemen. President Václav Havel heeft zich persoonlijk beziggehouden met het verfraaien hiervan. Ze hebben nu een nieuw jasje maar hun geweren zijn van hout gebleven (met bajonet). De burcht heeft drie binnenplaatsen. Via deze binnenplaatsen en verschillende smalle straten en stegen zijn verschillende kerken, torens en huizen te betreden. Het binnenhof wordt begrensd door de romaanse Zwarte Toren, waar nu een café in gevestigd is, en wat vroeger een gevangenis was. Rechts daarvan staat het Burggravenpaleis dat nu een speelgoedmuseum is. Toepasselijke behuizing, want het gebouw lijkt opgebouwd uit een blokkendoos. Hier resideerde vroeger de burggraaf van het land, deze was na de koning de hoogste autoriteit. Het Lobkowitzpaleis is niet voor publiek toegankelijk.